# توميكو إيتوكا
توميكو إيتوكا (اسم الولادة يانو؛ 23 مايو 1908 – 29 ديسمبر 2024) كانت معمرة يابانية فوق 110 أعوام تم الاعتراف بها كأقدم شخص موثق على قيد الحياة في العالم في سبتمبر 2024. أدارت أعمال عائلتها في مجال النسيج خلال الحرب العالمية الثانية وعاشت حتى بلغت 116 عامًا و220 يومًا.

## الحياة المبكرة
وُلدت توميكو إيتوكا (اسم الولادة يانو) في 23 مايو 1908 في أوساكا، إمبراطورية اليابان. كانت واحدة من ثلاثة أطفال في عائلة تدير متجرًا للملابس. نشأت في اليابان ما قبل الحرب، وهي فترة تميزت بالتحديث والتوسع الإمبراطوري. خلال سنوات دراستها الثانوية، شاركت في كرة الطائرة.

## المسيرة المهنية
تزوجت إيتوكا من كينجي إيتوكا، مالك شركة نسيج. خلال الحرب العالمية الثانية، تولت مسؤولية إدارة أعمال العائلة في اليابان بينما كان زوجها يعمل في مصنع في كوريا، التي كانت تحت الحكم الاستعماري الياباني آنذاك. وفقًا لمجموعة أبحاث علم الشيخوخة، أشرفت على عمليات الأعمال بينما كانت تربي أطفالها خلال هذه الفترة. بعد الحرب، استمرت في دعم أعمال العائلة.

## الحياة الشخصية
كان لدى إيتوكا أربعة أطفال. في عام 1979، توفي زوجها. بعد وفاته، انتقلت إيتوكا إلى أشيا، هيوغو. في سنواتها الأخيرة، حافظت على نمط حياة نشط. في سبعينياتها، تسلقت جبل نيجو، وتسلقت جبل أونتاكي مرتين. في سن 100 عام في عام 2008، نجحت إيتوكا في تسلق كل درجات مزار أشيا الشنتو دون أي مساعدة. شاركت في حج كانون سايجوكو، الذي كان حجًا إلى أكثر من 33 معبدًا. أرجعَت إيتوكا طول عمرها إلى تناول الموز وشرب كالبيس، وهو مشروب ياباني يعتمد على الألبان.
كانت إيتوكا لا تزال قادرة على الحركة بشكل مستقل في سن 116 عامًا، لكنها كانت تستخدم الكرسي المتحرك بشكل رئيسي. تم الاعتراف بها كأقدم شخص على قيد الحياة من قبل موسوعة غينيس للأرقام القياسية في سبتمبر 2024 بعد وفاة ماريا برانياس. توفيت في 29 ديسمبر 2024 عن عمر يناهز 116 عامًا و220 يومًا في دار لرعاية المسنين في أشيا. أرجعت التقارير وفاتها إلى مضاعفات مرتبطة بالشيخوخة. بعد وفاتها، أصبحت البرازيلية إيناه كانابارو لوكاس البالغة من العمر 116 عامًا أقدم شخص على قيد الحياة وآخر ناجٍ وُلد في عام 1908.